# Nemzetközi dátumválasztó vonal

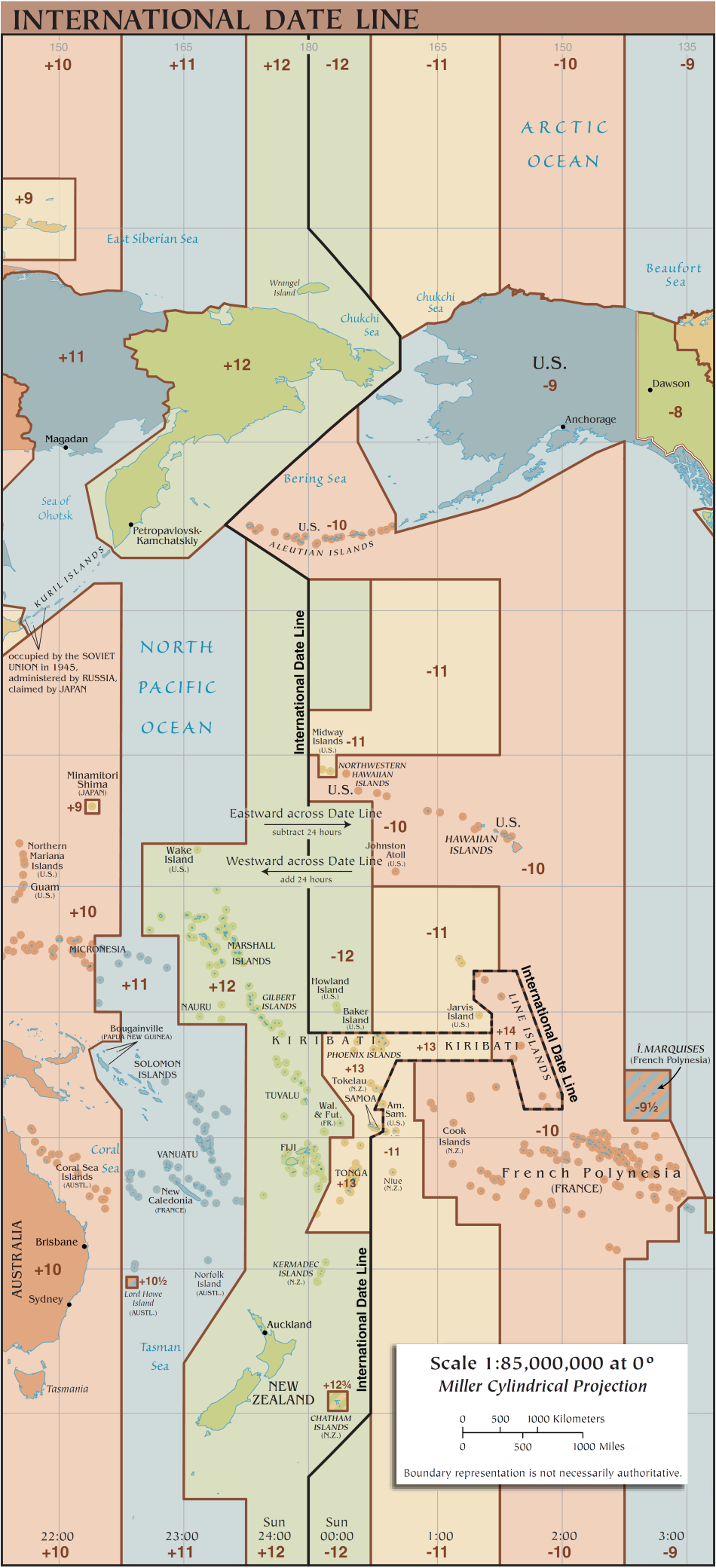
A dátumválasztó vonal (fekete vonal), és egyes időzónák határai (piros vonal) a Csendes-óceánt ábrázoló térképen

A nemzetközi dátumválasztó vonal (röviden: dátumválasztó vonal) egy képzeletbeli, cikcakkos vonal a Föld felszínén, ami a földrajzi keleti hosszúság 180°-a mentén halad észak-déli irányban, és különböző dátumú területeket választ el egymástól.
A Csendes-óceán közepén halad, és kitérőket tesz keleti vagy nyugati irányban abból a célból, hogy egy adott szigetcsoport az általa választott időzónába essen.
A dátumválasztótól keletre az egy nappal korábbi dátum érvényes, míg tőle nyugatra már egy nappal előbbre tartanak (mindkettőnél a másik dátumhoz képest).

## Földrajz

A Föld forgásának ábrázolása az Északi-sark felől nézve. A dátumválasztó vonal (középről kiinduló piros csík) „maga után húzza” a mai napot. Az egyre rövidülő, más színű körív a tegnapi napot jelzi

A dátumválasztó csak elméletben észak-déli egyenes vonal. A gyakorlatban azért, hogy egy-egy ország különböző területei (amiken áthalad a keleti 180°-os hosszúsági vonal) azonos időzónához tartozzanak, a dátumválasztó kitérőket tesz. Ez történik Oroszország keleti csücskénél, ahol a dátumválasztó keletre eltér és a Csukcs-tengerben halad, így a szárazföld keleti része nincs elvágva dátum szempontjából a tőle nyugatabbra eső területektől.
A Bering-tengerben a vonal nyugati irányban tér el, hogy az Aleut-szigetek azonos dátumú időzónában legyenek. A szigetektől délre a vonal délkeleti irányban visszatér a 180°-os meridiánhoz.
A vonal a lakatlan Howland- és Baker-atolloktól délre, nem sokkal az Egyenlítő alatt keleti irányba fordul, és cikkcakkos vonalban körbeveszi Kiribati szigeteit. A vonal legkeletibb széle a Sor-szigeteknél („Line Islands”) eléri a nyugati 150°Földrajzi hosszúságot (itt a különlegesnek számító UTC+14 órás zónaidőt használják).
Kiribatitól délre a vonal visszatér nyugati irányba, és áthalad Szamoa és Amerikai Szamoa között, majd a nyugati 172,5°-on halad dél felé. Ezen a részen Szamoa, a Tokelau-szigetek, Wallis és Futuna, a Fidzsi-szigetek, Tonga, Új-Zéland, a Kermadec-szigetek és a Chatham-szigetek vannak azonos dátumú zónában, míg Amerikai Szamoa, a Cook-szigetek, Niue és Francia Polinézia egy napi dátummal előrébb tartanak.

## Jogi helyzet
Minden ország szabadon és egyoldalúan megválaszthatja, hogy melyik időzóná(ka)t akarja alkalmazni, ami saját területén belül a szárazföldre és a felségvizeire érvényes. Az így meghatározott zónák nem terjednek ki a nemzetközi vizekre. Nincsen nemzetközi szervezet vagy nemzetközi szerződés, ami megszabná a dátumvonal lefutását a térképen. Ezt a térképészek az egyes országok hivatalos közlései után vezetik rá a térképekre. 1884-ben a Nemzetközi Meridián Konferencia kifejezetten visszautasította, hogy megszabjon vagy jóváhagyjon időzónákat, mivel ezek meghatározása nem esett a hatóköre alá.
A tengerészeti dátumválasztó vonal nem azonos a „nemzetközi dátumválasztó vonal”-lal, erre nemzetközi egyezmény vonatkozik. 1917-ben fogadták el egy angol-francia tengeri időmérési egyezmény keretében. Ennek javaslata értelmében a civil és katonai hajók óránként igazított időt használnak a nyílt tengeren. Az Egyesült Államok 1920-ban fogadta el a javaslatot katonai és kereskedelmi hajói részére. Ez a vonal követi a 180°-nál lévő meridiánt, de a szárazföldeknél kerülőt tesz a tenger felé. A hajóknak a közelükben lévő szárazföldön érvényes időt kell használniuk, ha azok felségvizein hajóznak, vagyis a távolság a parttól kisebb, mint 12 tengeri mérföld (kb. 22 km), de vissza kell állniuk a nemzetközi időzónák alkalmazására, ha ettől távolabb vannak. A valóságban a hajók ezeket az időket csak a rádióforgalmazásban használják, ahol illik tudni, hogy a parton mennyi az idő. Belső használatra a hajó kapitányának szabadságában áll megszabni, hogy a hajón milyen időzónát használnak az események koordinálására (étkezés, üzletek nyitvatartása, műsorkezdés stb).
A nemzetközi dátumválasztó vonal megrajzolása a térképekre (ezen az oldalon is) az erre a feladatra kijelölt vagy rá vállalkozó térképész feladata, de erre senkit semmiféle intézkedés nem kötelez. A dátumválasztó vonal aktuális lefutásának használatához figyelni kell a térkép készítésének, illetve aktualizálásának dátumára.
A nemzetközi dátumválasztó vonal érvényessége nem terjed ki Arktisz és Antarktisz területére, mivel az érvényes időzónát (és a dátumot) az ott jelen lévő állomások személyzete célszerűségi szempontok alapján határozza meg.

## Történelmi változások

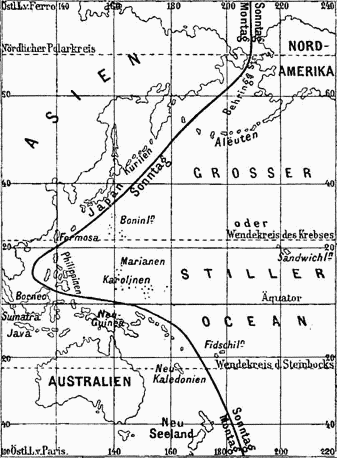
Megtévesztően ábrázolt dátumválasztó vonal az 1888-as Meyers Konversations-Lexikon-ban. A Fülöp-szigeteknél az 1845 előtti, Alaszka partjainál az 1867 utáni állapot van feltüntetve

### Fülöp-szigetek
A Fülöp-szigetek fontos gazdasági partnere volt Acapulco Mexikóban, így a dátumválasztó vonal keleti oldalára helyezték magukat, annak ellenére, hogy földrajzilag a Csendes-óceán nyugati felében vannak. Amikor Londonban kedden 00:01 volt, Acapulcóban 17:21, és hétfő 08:05 Manilában. Amikor a Fülöp-szigetek érdeklődése az 1840-es években Kína felé fordult a Kelet-indiai Társaságok miatt, a Fülöp-szigetek a dátumválasztó vonal nyugati oldalára helyezte magát. 1844. december 30., hétfő után 1845. január 1., szerda következett (bár 1844 szökőév volt).

### Alaszka
1867-ig Alaszka Oroszországhoz tartozott, a dátumválasztó vonal csak részben volt meghatározva. Alaszka megvásárlása előtt (az Egyesült Államok részéről), Alaszkában 1867. október 6. volt a julián naptár szerint, ami akkoriban Oroszországban érvényes volt. Ez a dátum a Gergely-naptár szerint (ami az Egyesült Államokban volt érvényben) október 18. volt.
A kormányzás módosulásával a dátumválasztó vonal nyugati irányba tolódott (ezzel Alaszka egy napot visszaugrott az időben). 1867. október 6. után 1867. október 18. következett az ebben az időszakban bevezetett Gergely-naptár és a julián naptár dátumainak különbsége és az egy napos ugrás miatt.

### Szamoa,Amerikai Szamoaés aTokelau-szigetek
Az időközben kétfelé vált Szamoa-szigetek 1892-ig a dátumválasztó vonal nyugati oldalán voltak. Ekkor észak-amerikai kereskedők meggyőzték Malietoa Laupepa szamoai királyt, hogy váltson át az amerikai dátumra és a szigetek időzónája legyen Kalifornia mögött 3 órával. Ez leváltotta az addig használt ázsiai időt, ami Japán előtt 4 órával járt. A váltás az Egyesült Államok függetlenségi napján, 1892. július 4-én történt, abban az évben ez a nap kétszer szerepelt Szamoa történelmében.
2011. december 29-én éjfélkor új időzónába lépett Szamoa és a Tokelau-szigetek, így 29-e után 31-e következett. Az időzóna-váltás indoka az Ausztráliával és Új-Zélanddal való kereskedelem elősegítése, amit az eddig érvényben lévő időeltolódás nehezített, ugyanis mivel a hétvégék különböző napokon voltak, minden héten csak négy közös munkanap volt. A váltással az időzóna UTC−11-ről UTC+13-ra változott.
A nemzetközi dátumválasztó vonal 2011-ben Szamoa és Amerikai Szamoa között halad át. (Amerikai Szamoa továbbra is az amerikai dátumot alkalmazza)
A Tokelau-szigetek az UTC+13 időzónában vannak.

### Kelet-Kiribati
A Kiribati köztársaság a keleti területein 1995. január 1-jén dátumváltást hajtott végre, az UTC−11 és UTC−10 időzónák helyett UTC+13 és UTC+14 lépett érvénybe. Ez előtt a dátum előtt az országot kettévágta a dátumválasztó vonal. Ezen a napon a dátumválasztó vonal keleti irányban mozdult el, és körülvette az ország szigeteit. Kiribati központja a régi dátumválasztótól kissé nyugatra van. A függetlenség 1979-es elnyerése után az új köztársaság magának követelte az Egyesült Államoktól a Phoenix- és Sor-szigeteket („Line Islands”), amik az akkori dátumválasztótól keletre helyezkednek el. Így az országban azóta kétféle dátum volt érvényben.  A kormányszervek csak a hét négy napján tudtak egymással kommunikálni, mert ennyi volt a közös munkanapok száma. Marketingszempontból kedvező következmény volt, hogy a keleti területek (beleértve a lakatlan Kiritimati-szigetet - „Karácsony-sziget”) kezdték a 2000-es évet, minden más országot megelőzve, amit a kormány igyekezett a turizmus felfuttatására kihasználni.

## A dátumválasztó jelentősége különféle vallásokban

### Kereszténység
A kereszténységben bizonyos dátumoknak kitüntetett szerepük van, bizonyos istentiszteletek csak a hét meghatározott napjain tarthatók. A keresztények által használt naptár megegyezik a nemzetközi gyakorlatban használt Gergely-naptárral, de néhány ortodox országban vallási célokra a julián naptárat használják. A fő kérdések ezekben az országokban a húsvét, a karácsony és hasonló ünnepek dátumának meghatározása.
Tongán a Hetednapi Adventista Egyház úgy tartja, hogy a bibliai szombat arra a napra esik, melyet a többi keresztény felekezet vasárnapként ünnepel.

### Iszlám
Az iszlám vallás számára a Ramadán kezdő- és befejező napja a Hold fázisaihoz kötődik, ez egy csillagászati esemény, ami az egész Földön globálisan érvényes, meghatározható napra esik. Minden helyen azonban meg kell határozni az esemény idejét és dátumát.
Az iszlámban a pénteki imádság helyi dátumának meghatározása is kérdéses az Óceániai térségben. Itt a dátumválasztó vonal vagy a nemzetközileg elfogadott földrajzi hely volt, vagy 140°W, ami Mekka városával épp ellentétes helyen fekszik a földgolyón.
Hawaiin (157°W) az Egyesült Államokban érvényes dátumot használják a pénteki imádság céljára.

### Zsidó vallás
A nemzetközi dátumválasztó vonal első említése egy 12. századi Talmudista kommentárban fordul elő, ahol olyan földrajzi helyről esik említés, ami 6 órával Jeruzsálem ideje előtt jár (ez a Fülöp-szigeteknek felel meg). A vonal neve a kommentárban K'tzai Hamizrach (am. „a legkeletibb vonal”). Ennek segítségével számítják ki a „Rosh Hashanah”, vagyis a zsidó újév napját a zsidó naptárban.
A dátumvonal keresztezése problémát okoz a vallásos utazóknak a sabbat és az ünnepek betartásában. A sabbat a hét hetedik napján van, ami mindig ugyanarra napra esik, ha valaki a dátumválasztóhoz képest nem változtatja a helyét. Probléma akkor keletkezik, ha vallásos zsidó utazó keresztezi a dátumvonalat és péntekből hirtelen szombat lesz. Több különböző állásfoglalás létezik arról, hogy a zsidó törvények szerint hol van a dátumválasztó vonal.
A Moshe Heinemann rabbi nevéhez kötődő szabály a következő: Új-Zélandon és Japánban a helyi többségi vélemény szerint szombaton van sabbat. A Chazon Ish szerint azonban (Avrohom Yeshaya Karelitz rabbi műve) sabbat a helyi vasárnapon van.
Hawaiin szombaton van sabbat a helyi többségi vélemény szerint. A kisebbség véleménye szerint azonban  helyi pénteken van sabbat.
A következő helyszíneken sabbat helyileg szombaton van: Ausztrália, Kína, Oroszország szárazföldi területei, Tajvan, Hongkong, Alaszka szárazföldi területei, Manila és a Fülöp-szigetek 125.2°E-tól nyugatra fekvő területei.

## Kulturális vonatkozások
A tegnap szigete - (The Island of the Day Before)
A dátumválasztó vonal központi szerepet játszik Umberto Eco: A tegnap szigete (1994) című könyvében (magyarul 2009-ben jelent meg). A műben a főhős, Roberto, egy fiatal nemes 1643-ban magányos hajótörést szenved a Csendes-óceánon, a dátumválasztó vonal közelében, amint egy sziget felé halad. A közelében lévő szigethez kellene eljutnia, ami az „előző nap” jelképe. Ha elérné, az idővel egyszerre megfordulna szerencsétlen sorsa is. Mivel úszni nem tud, fejtegetéseit papírra veti, amiben a dátumválasztó vonal fizikai, metafizikai és vallási fontosságát taglalja.
Nyolcvan nap alatt a Föld körül - (Le Tour du monde en quatre-vingts jours)
A dátumválasztó vonal (pontosabban a létezése) központi szerepet játszik Jules Verne: Nyolcvan nap alatt a Föld körül (1873) című könyvében. A főhős, Phileas Fogg fogadásból világ körüli útra indul. A fogadás tárgya az, hogy 80 nap alatt vissza kell érnie a londoni Reform klubba, ahol a fogadást kötötték. (a céldátum 1872. december 21, szombat, 20:45). Mivel elindulása után bankrablással gyanúsítják meg, ezért detektívek erednek a nyomába, akik le akarják tartóztatni (ezzel megakadályozva az utazását), illetve a vesztésre fogadók felbérelnek jó néhány kétes alakot, akik feladata akadályozni a továbbjutását, akár erőszak árán is. Phileas Foggnak ezeket az akadályokat is ki kell cseleznie, nem beszélve a számtalan természeti és technikai akadályról.
Amikor visszaér Londonba, abban a hiszemben van, hogy egy napot késett, és elvesztette a fogadást. Másnap délelőtt azonban kiderül, hogy nem vasárnap van, hanem csak szombat, és aznap estig kell bemennie a klubba, amit meg is tesz, és ezzel megnyeri a fogadást. A félreértést a napok számításában az okozta, hogy mivel kelet felé haladt, előrehaladtában 15°-onként 1-1 órát nyert, ami a Föld kerületének (vagyis 360°) megtétele után 24 órára jött ki.

## Fordítás
Ez a szócikk részben vagy egészben  az   International Date Line című angol Wikipédia-szócikk fordításán alapul.  Az eredeti cikk szerkesztőit annak laptörténete sorolja fel. Ez a jelzés csupán a megfogalmazás eredetét és a szerzői jogokat jelzi, nem szolgál a cikkben szereplő információk forrásmegjelöléseként.